# بنجامين غلاك
بنجامين غلاك (بالإنجليزية: Benjamin Gluck)‏ هو رسام رسوم متحركة ومخرج أمريكي، ولد في 1976 في سانت لويس في الولايات المتحدة.

## روابط خارجية
- بنجامين غلاك على موقع IMDb (الإنجليزية)
- بنجامين غلاك على موقع ألو سيني (الفرنسية)
- بنجامين غلاك على موقع قاعدة بيانات الأفلام السويدية (السويدية)
- بنجامين غلاك على موقع قاعدة بيانات الفيلم (الإنجليزية)
- بنجامين غلاك على موقع كينوبويسك (الروسية)